# Crocus vernus
Espèce
Classification phylogénétique
Le Crocus de Naples, Crocus de printemps ou Crocus printanier (Crocus vernus) est une plante herbacée de la famille des Iridaceae.

## Description
C'est une plante basse à corme, aux feuilles basales linéaires avec une strie longitudinale blanche, aux fleurs terminales solitaires, blanches ou violettes émergeant de spathes blanchâtres. Les anthères sont jaunes, le style, rouge orangé, est ramifié, plus long que les étamines (sauf chez la sous-espèce albiflorus).

## Caractéristiques
- Organes reproducteurs[1] :
  - Type d'inflorescence : fleur solitaire terminale
  - Répartition des sexes : hermaphrodite
  - Type de pollinisation : entomogame
  - Période de floraison : février à mai
- Graine[1] :
  - Type de fruit : capsule
  - Mode de dissémination : barochore
- Habitat et répartition[1] :
  - Habitat type : voir les sous-espèces
  - Aire de répartition : européen méridional.

## Sous-espèces
- Crocus vernus (L.) Hill subsp. albiflorus (Kit.) Asch. & Graebn., des prairies ouest- et médio-européennes, mésohydriques, fauchées, subalpino-alpiennes, neutroclines, à petite fleur blanche à tube violet
- Crocus vernus (L.) Hill subsp. vernus, des prairies médio- et sudest-européennes, mésohydriques, fauchées, subalpines, à plus grande fleur violette

L'hybride entre les deux sous-espèces est appelé Crocus vernus (L.) Hill nothosubsp. fritschii (Derganc) Govaerts

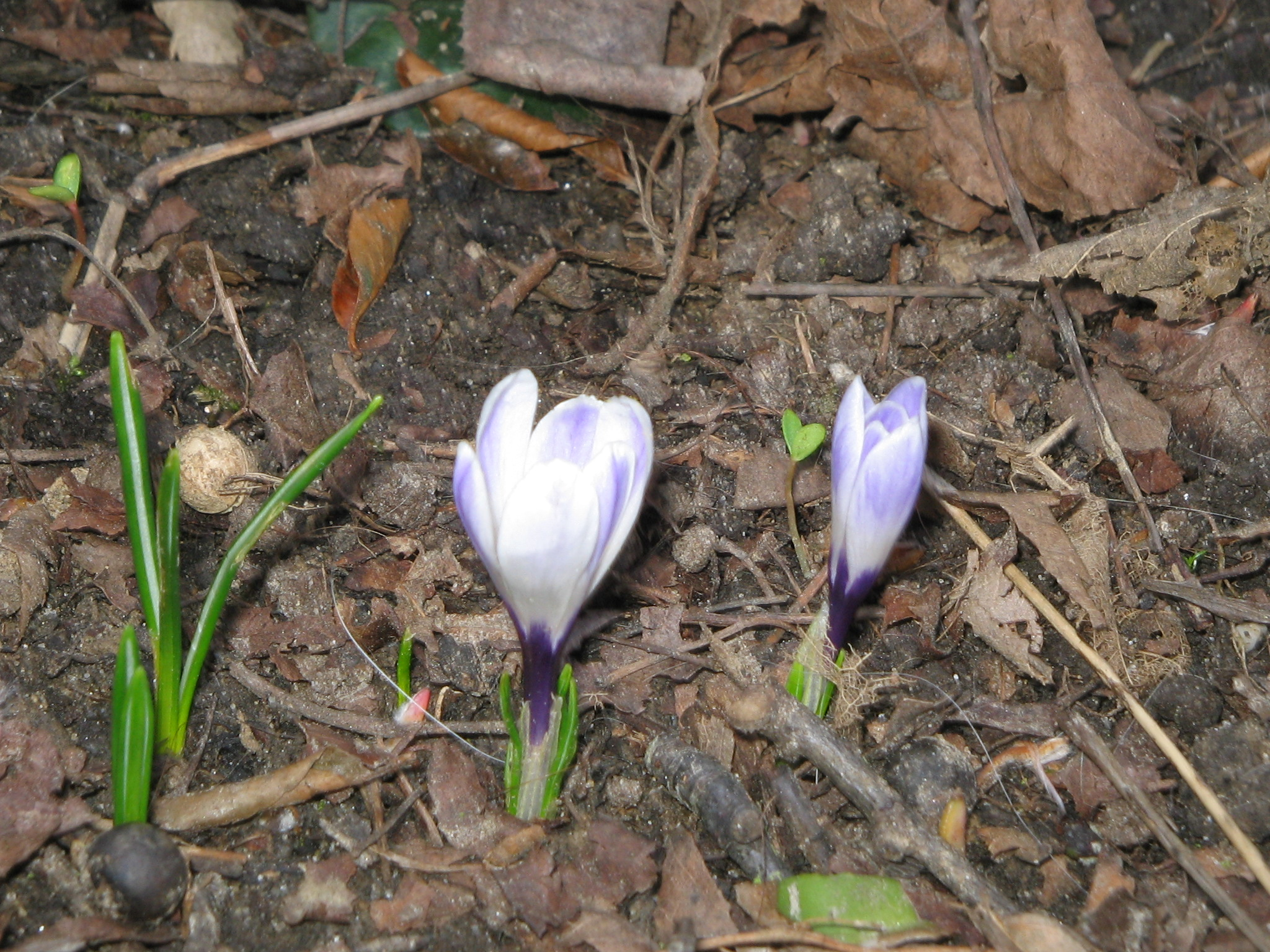
Crocus vernus subsp. albiflorus dans un jardin de collection
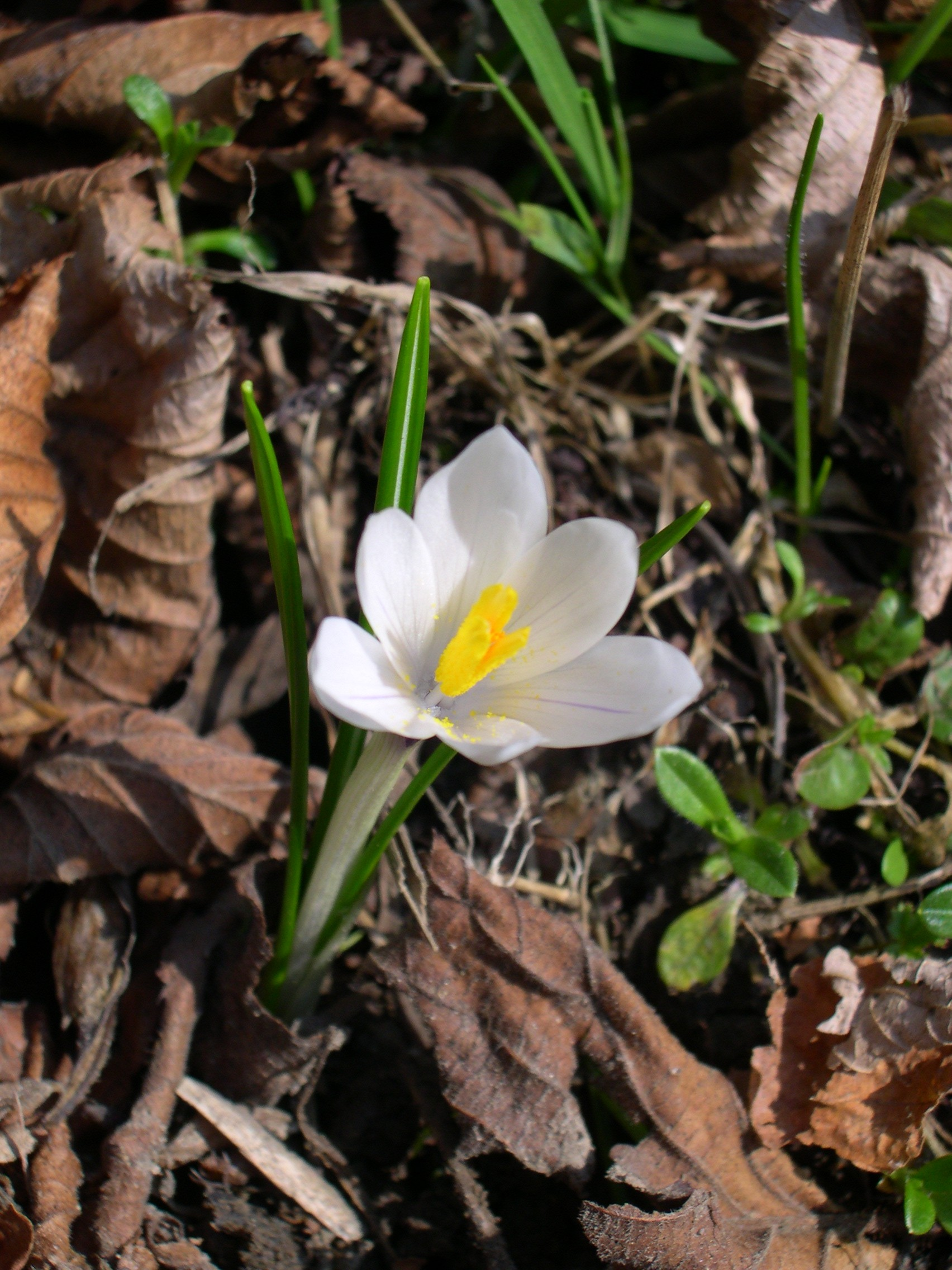
Fleur de Crocus vernus subsp. albiflorus
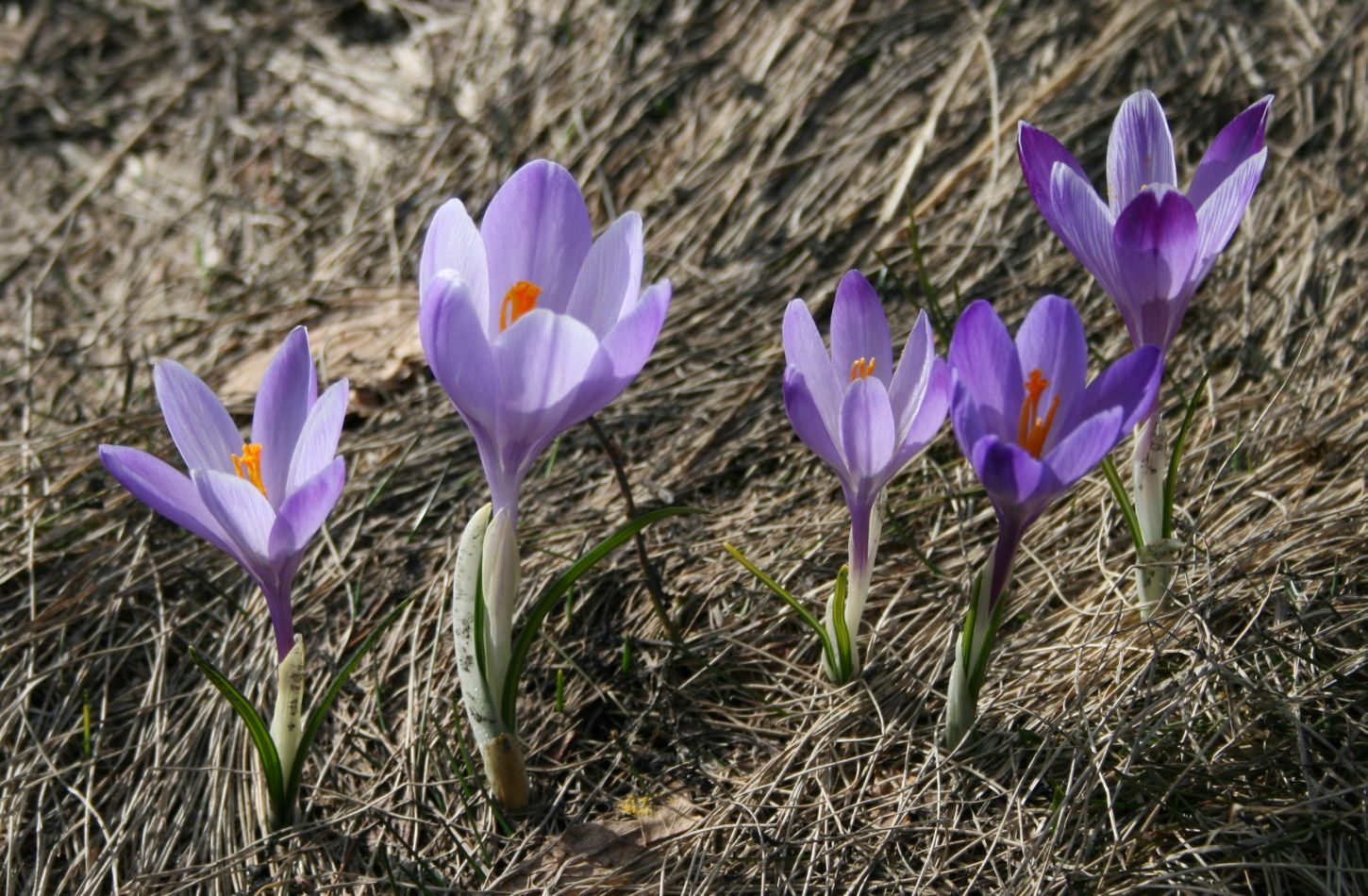
Crocus vernus subsp. vernus dans les Apennins
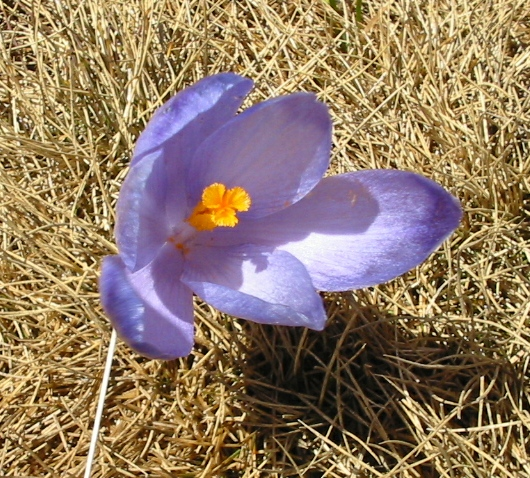
Fleur de Crocus vernus subsp. vernus

## Synonymes
Selon la World Checklist les plantes appelées Crocus vernus devraient être dorénavant réparties en trois sous-espèces différentes :
- Crocus vernus subsp. albiflorus  (Kit. ex Schult.) Ces. (Syn. Crocus albiflorus Kit, Crocus pygmaeus Lojac.) devrait être dorénavant appelé Crocus caeruleus Weston.
- Crocus vernus subsp. vernus devrait être divisé en
  - Crocus vernus (L.) Hill s.s. (Syn. Crocus napolitanus Loisel.) (Alpes orientales aux Carpates)
  - Crocus heuffelianus Herb. (Est de la Hongrie aux Carpates)
    - Crocus heuffelianus subsp. heuffelianus (Syn.Crocus exiguus Schur)
    - Crocus heuffelianus subsp. scepusiensis (Rehmer & Wol.) Dostál (Syn. Crocus scepusiensis (Rehmer & Wol.) Borbás ex Kulcz.) (Ouest des Carpates)

### Note
Plusieurs autres espèces printanières, dont Crocus flavus  Weston, ont été appelées Crocus vernus par divers auteurs. Cette synonymie, qui est source de confusion, est désormais à éviter.

## Cultivars à grande fleur
Les crocus de Hollande à grande fleur blanche, violette ou striée sont des sélections de Crocus vernus subsp. vernus. Le crocus à grande fleur jaune est un triploïde stérile dérivé de Crocus flavus.

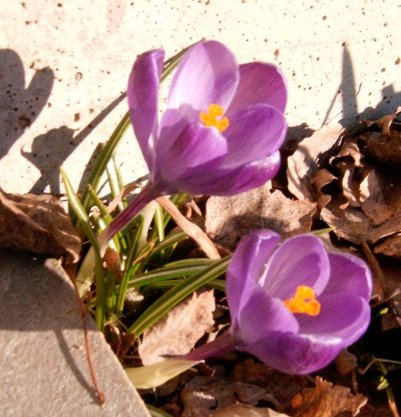
« Remembrance » à fleur violette
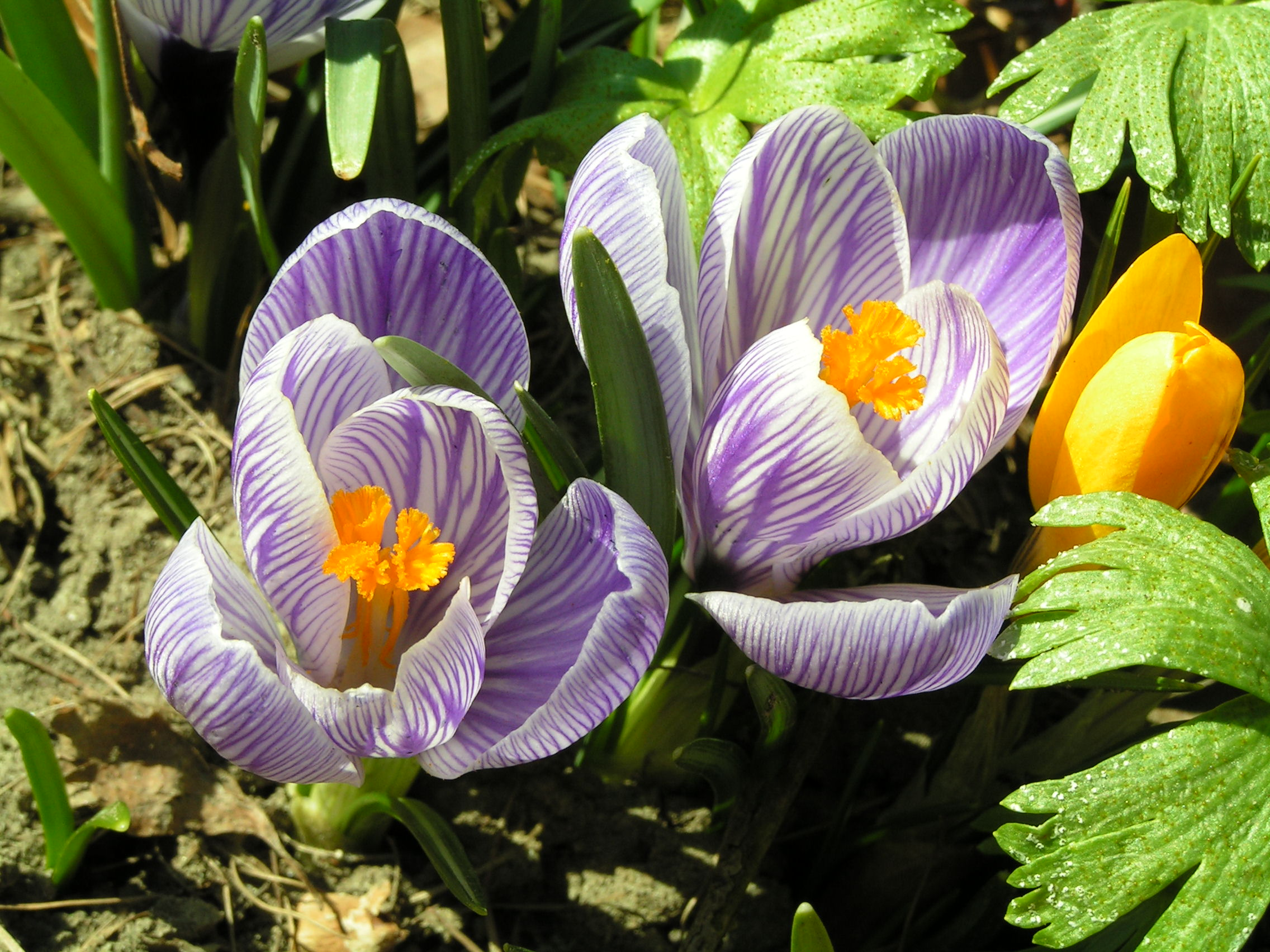
« Pickwick » à fleur striée
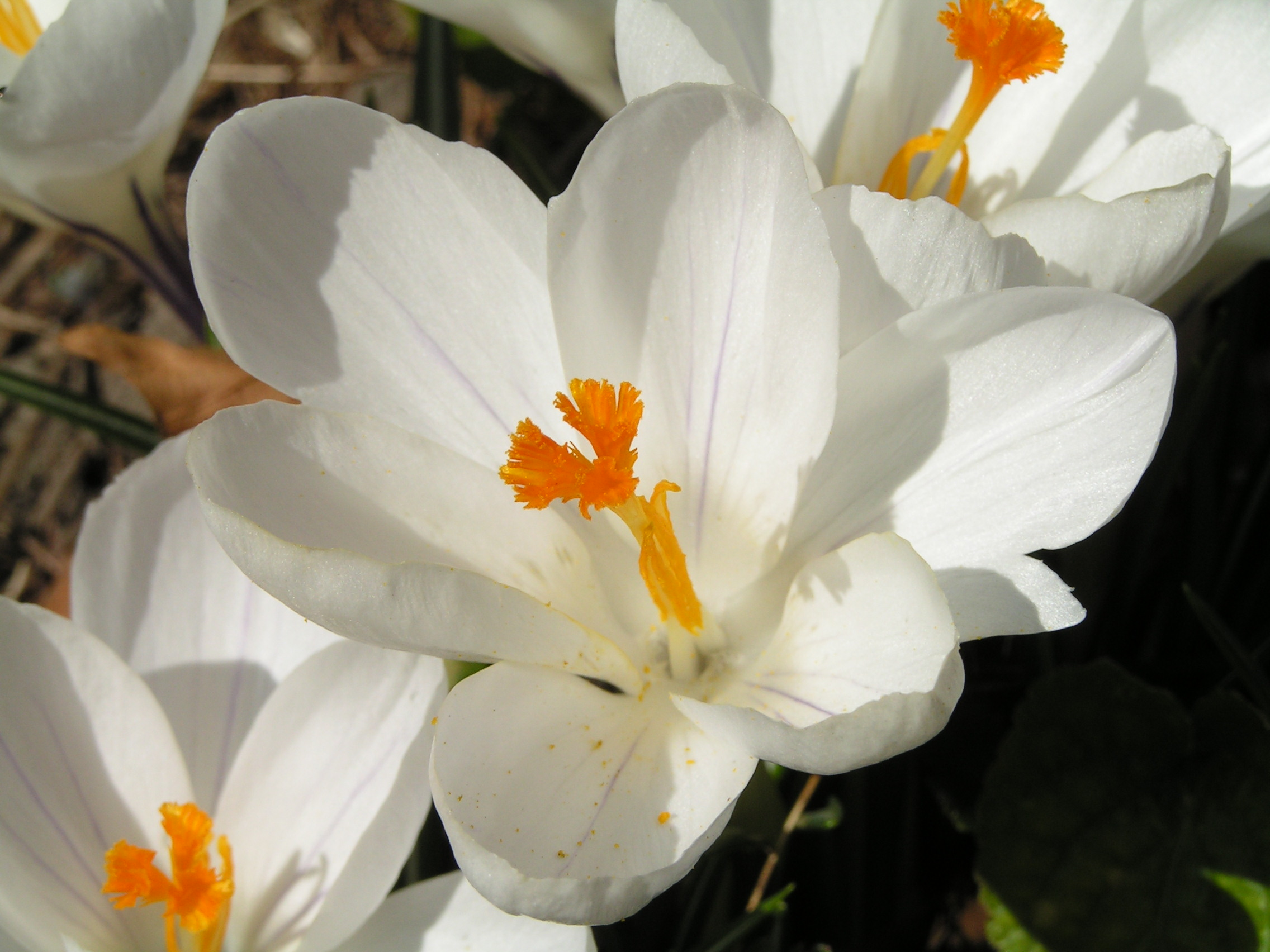
« Jeanne d'Arc » à fleur blanche
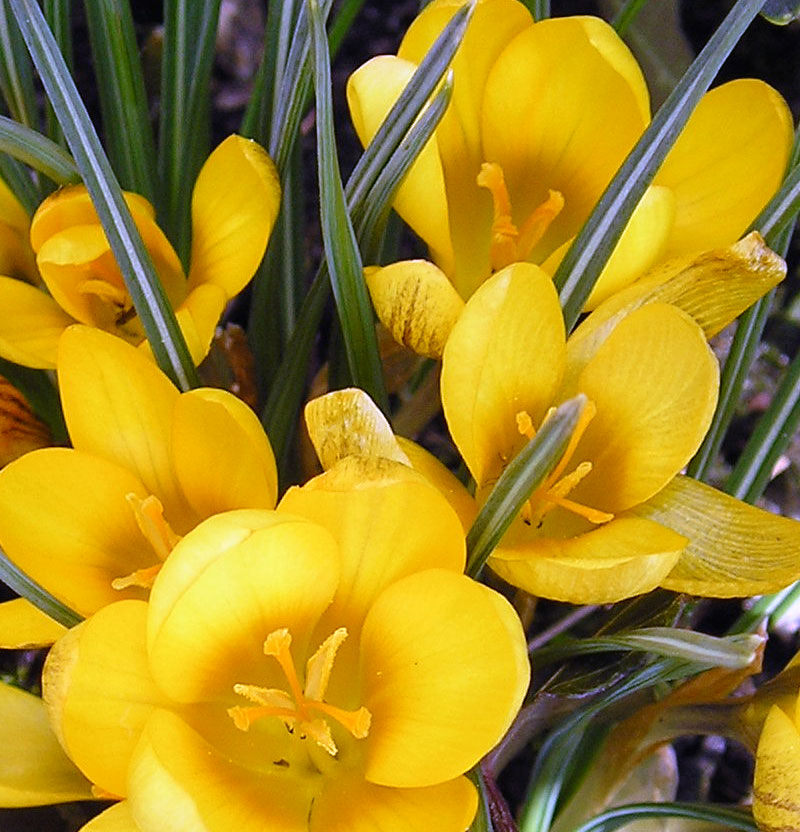
« Hollandse Gele » à fleur jaune